# Honda VF 1000 R
Die Honda VF 1000 R ist ein vollverkleidetes Motorradmodell des japanischen Fahrzeugherstellers Honda, das von 1984 bis 1987 unter dem Werkscode SC 16 gebaut wurde. Es gibt eine Version mit Einfach- und eine mit Doppelscheinwerfer.

## Technische Daten

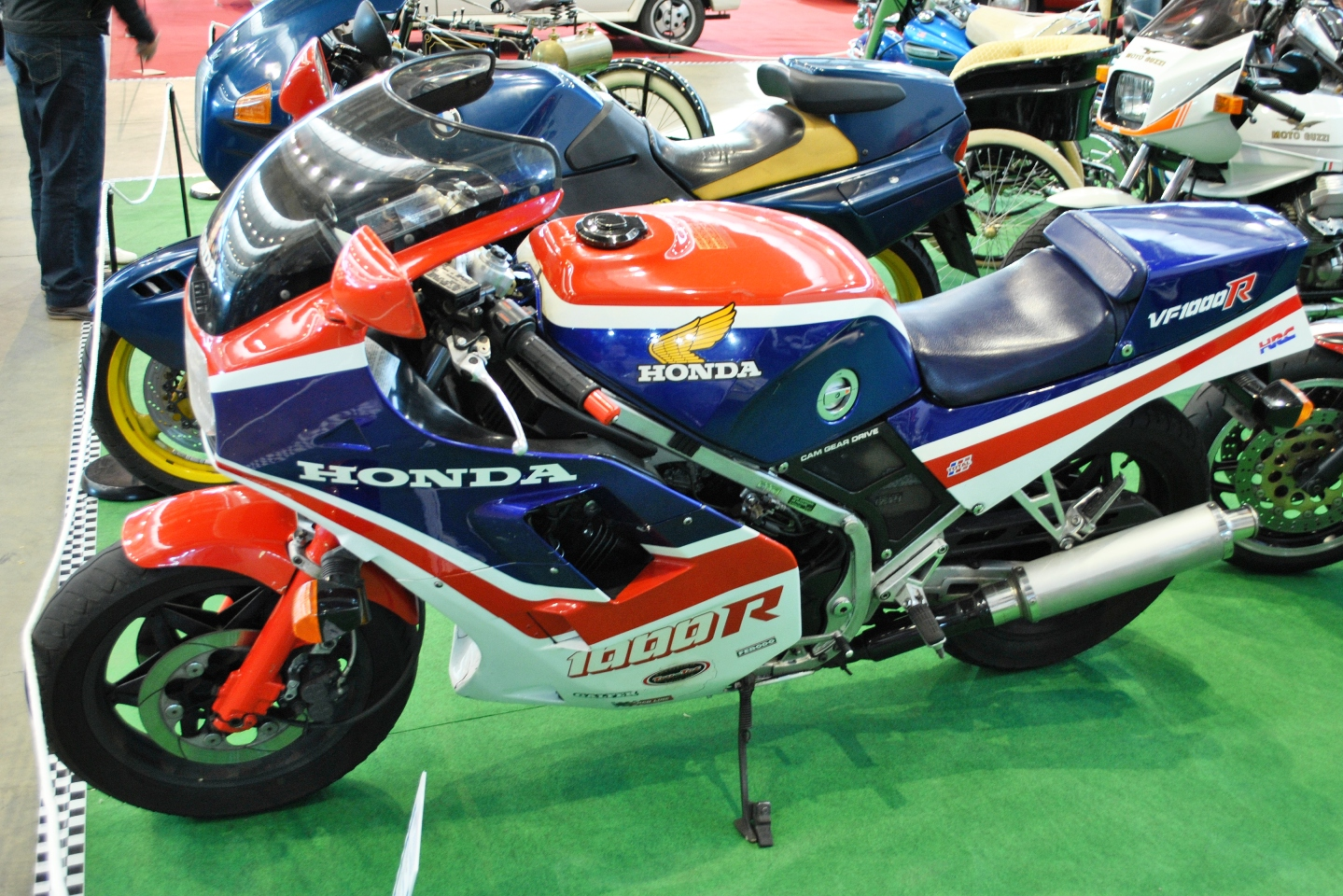
Honda VF 1000 RF, 1984, blau-rot

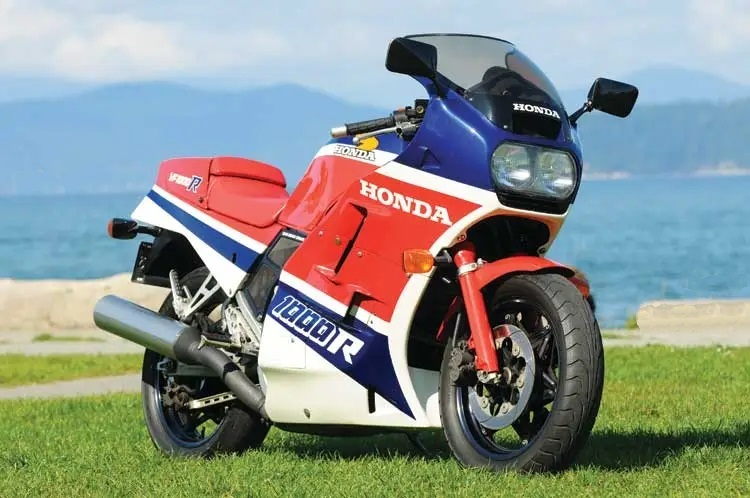
Honda VF 1000 R mit Doppelscheinwerfern

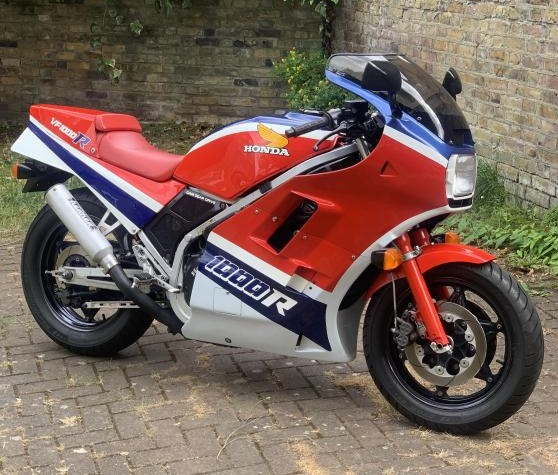
Honda VF 1000 R mit Einzel-Scheinwerfer

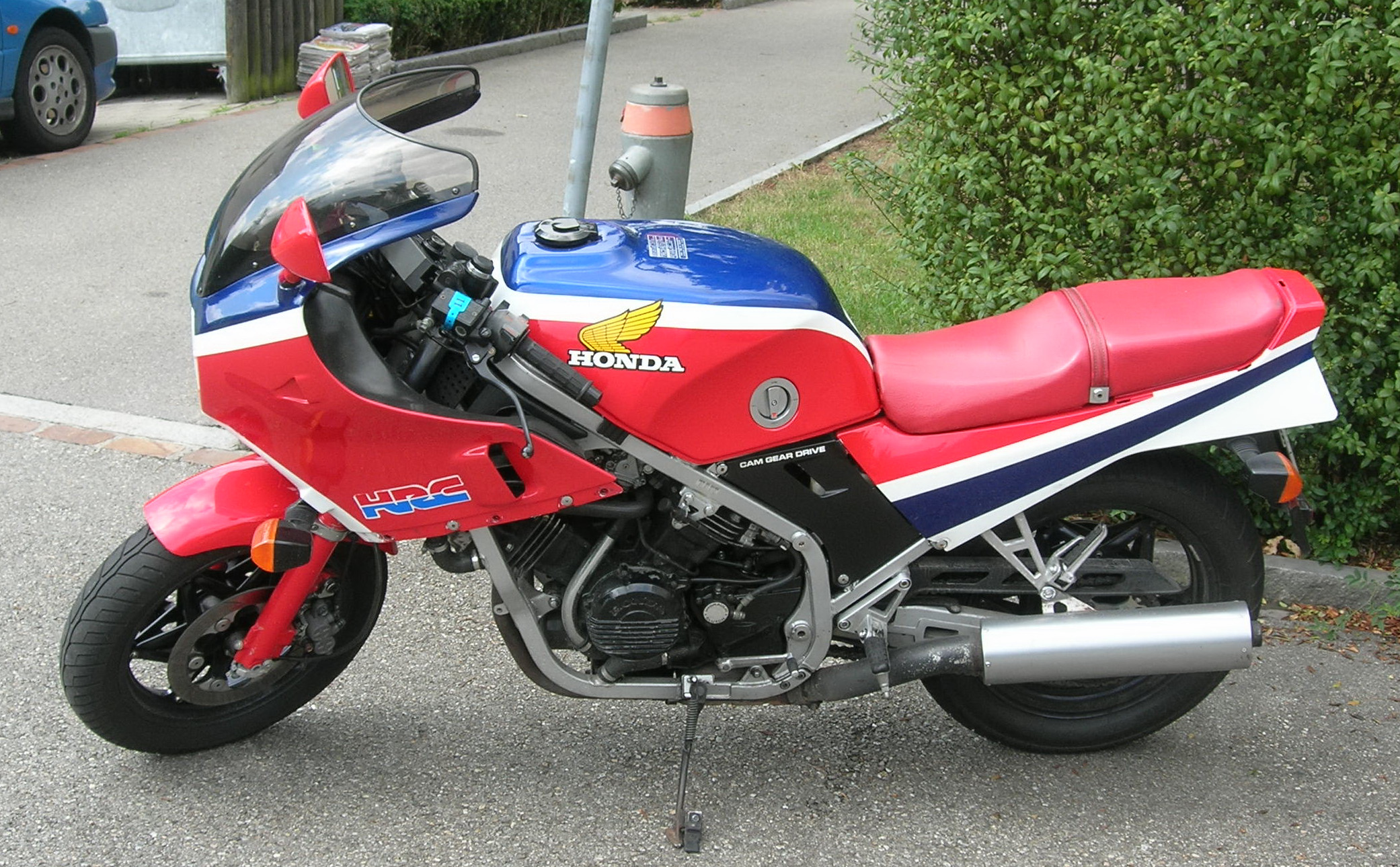
VF 1000 R, rot-blau, ohne die untere Verschalung

Der Motor der Maschine, rechts neben dem Lichtmaschinengehäuse ist der hydraulische Kupplungszylinder zu erkennen.

Die Armaturen ganz im Zeichen von „form follows function“.

### Motor
Der flüssigkeitsgekühlte Vierzylindermotor erzeugt aus 998 cm³ Hubraum eine Nennleistung von 90 kW (122 PS) und ein maximales Drehmoment von 84 Nm bei einer Drehzahl von 7.500/min. Der quer eingebaute V-Motor hat einen Zylinderbankwinkel von 90 Grad. Die vier Zylinder haben eine Bohrung von 77 mm Durchmesser, die Kolben einen Hub von 53,6 mm bei einem Verdichtungsverhältnis von 10,7:1. Jeder Zylinderkopf hat zwei Zahnradgetriebe, obenliegende Nockenwellen, welche pro Zylinder zwei Einlass- und zwei Auslassventile ansteuern. Vor dem Hauptwasserkühler befindet sich noch ein zweiter, kleinerer Wasserkühler in der Frontverkleidung.
Eine 12-Volt-Starterbatterie mit einer Kapazität von 16 Ah versorgt den elektrischen Anlasser. Der Drehstromgenerator der Lichtmaschine erzeugt eine maximale elektrische Leistung von 360 Watt. Der Kraftstofftank hat ein Volumen von 25 Liter, davon sind 4,5 Liter Reserve. Der Hersteller empfiehlt die Verwendung von bleifreiem Motorenbenzin mit einer Klopffestigkeit von mindestens 95 Oktan.
Das Trockengewicht beträgt 234 kg, das Gewicht im fahrbereiten Zustand 265 kg (Baujahr 1984).
Das Motorrad hat eine Doppelauspuffanlage. Die Kupplung wird hydraulisch betätigt. Eine Transistorzündanlage regelt die Kraftstoffzündung. Die Teleskopgabel mit einem Durchmesser der Standrohre von 41 mm hat am linken Gabelholm ein Anti-Dive und am rechten eine dreifach verstellbare Zugstufe. Außerdem hat sie noch aus dem Langstreckenrennsport übernommene Schnellklemmfäuste für die Radachse, die schnellste Radwechsel ermöglichen. Die Steckachsen sind hohlgebohrt. Diese Details hatte Honda, wie auch den Zahnrad-Nockenwellenantrieb und die innenbelüftete hintere Bremsscheibe aus dem Rennsport übernommen.
Der Verkaufspreis betrug
- 1984: 18.218 DM
- 1985: 18.748 DM
- 1986: 19.263 DM

Die VF-Serie wurde mit Motoren mit 400, 500, 700, 750, 1000 und 1100 cm³ Hubraum hergestellt.

## Mängel
Wie bei den ersten Modellen der V4-Baureihe (750er wie auch 1000er-Triebwerke) traten auch bei der VF 1000 R Schäden an den Schlepphebeln und Nockenwellen auf. Die Reibpaarung zwischen Gleitplättchen auf den Schlepphebeln und den Nockenlaufbahnen war nicht sehr beständig und es trat vermehrt Pitting auf. Darüber hinaus hatten manche 1000-R-Triebwerke Schäden an der Wasserpumpe, ausgelöst durch Bearbeitungsrückstände im Kühlkreislauf. Neben den Nockenwellenschäden hatten die Motoren auch mit Überhitzungsproblemen zu kämpfen. Honda Deutschland räumte selbst dazu ein, dass die VF 1000 R ab 20 Grad Außentemperatur kritisch würde. Diese thermischen Probleme zeigten sich dergestalt, dass zwischen 3.500 und 4.000/min die Maschine kein Gas annahm. Akut konnte dem Problem nur begegnet werden, indem man die Maschine abkühlen ließ. Besonders bei langsamen Überlandfahrten, im Stadtbetrieb, Kolonnenfahrten sowie in Staus wurde die Maschine so heiß, dass der Zeiger des Kühlwasserthermometers am Anschlag stand. Und wenn es dann weiterging, konnte man die Maschine nur bis 8.500/min drehen, da die Motorhitze zu Dampfblasenbildung im Kraftstoffsystem führte. Betroffen waren die Maschinen mit den Fahrgestellnummern bis SC 16-2099999 (Baujahr 1984). Honda ersetzte die Teile auf Garantie oder Kulanz.
Es wurden folgende Maßnahmen getroffen, welche ab 1985 direkt werkseitig verbaut wurden:
- Der Thermoschalter für die Lüfter schaltete sich früher ein.
- Luftabweiser für Kühlerabwärme wurden eingebaut
- Es erfolgte eine Luftschachtstabilisierung gegen Zusammenziehen der Ansaugstutzen.
- Aufkleben von Aluminiumfolie zwecks Isolierung auf der Tankunterseite
- Der Querschnitt der Benzinleitungen wurde vergrößert.
- Die Nockenwellen bekamen verstärkte Lagerblöcke.
- Einbau einer stärker dimensionierten Ölpumpe
- Der Ölkreislauf wurde stärker dimensioniert
- Einbau eines größeren Wasserkühlers

Durch diese Maßnahmen stieg das Leergewicht ab 1985 auf 274 kg.
| Leistung        | 74 kW (100 PS) bei 10.000 min−1 90 kW (122 PS) bei 10.500 min−1 |
| max. Drehmoment | 83 Nm bei 7500 min−1 (Bj. 1984) 84 Nm bei 7500 min−1 (Bj. 1985) |
| Verdichtung     | 11 : 1 (Bj. 1984) 10,7 : 1 (Bj. 1985)                           |
| Motorölmenge    | 3,5 Liter (Bj. 1984) 3,7 Liter (Bj. 1985)                       |
| Kühlflüssigkeit | 3,0 Liter (Bj. 1984) 3,25 Liter (Bj. 1985)                      |

### Dimensionen
| Lenkkopfwinkel     | 60° 30'                     |
| Nachlauf           | 98 mm                       |
| Felgengröße vorne  | 2.50 × 16"                  |
| Felgengröße hinten | 3.50 × 17"                  |
| Reifengröße vorne  | 120/80 V16                  |
| Reifengröße hinten | 140/80 V17 oder 140/80 VR17 |

## Kritiken
„Dem Erfolg der Honda stand ihr hoher Preis entgegen, außerdem enttäuschten ihre Fahreigenschaften. Die VF 1000 R blieb weit hinter den hoch gesteckten Erwartungen zurück: Von vollmundig 122 propagierten PS stellten sich auf dem Prüfstand nur 115 ein, und die hatten an den 272 Kilogramm – so viel wog eine mit 25 Litern vollbetankte VF – schwer zu schaffen. Bis 200 km/h verstrichen 13,6 Sekunden, doch nach einigem Anlauf mit zusammengefaltetem Fahrer dokumentierte die Lichtschranke immerhin 249 km/h.“